# Bruno Müller-Brunow
Bruno (Benno) Müller-Brunow, egentligen Müller, född 3 november 1853 i Leipzig, död där 15 december 1890, var en tysk sånglärare.
Müller-Brunow var från 1887 verksam i Leipzig. Han författade den uppmärksammade skriften Tonbildung oder Gesangsunterricht? (1890; åttonde upplagan 1922), i vilken han ifrågasatte tillvaron av skilda röstregister och uppställde teorin om "den primära tonen", som sedan utvecklades av Laurits Christian Tørsleff, Georg Herrmann och svensken Algot Lange.